# اچ‌دی ۱۵۶۷۶۸
اچ‌دی ۱۵۶۷۶۸ یک ستاره است که در صورت فلکی آتشدان قرار دارد.